# 내 이름은 아닌아
《내 이름은 아닌아》(Anina)는 우루과이와 콜롬비아가 제작한 극장 애니메이션이다.